# Wojciech Karolak

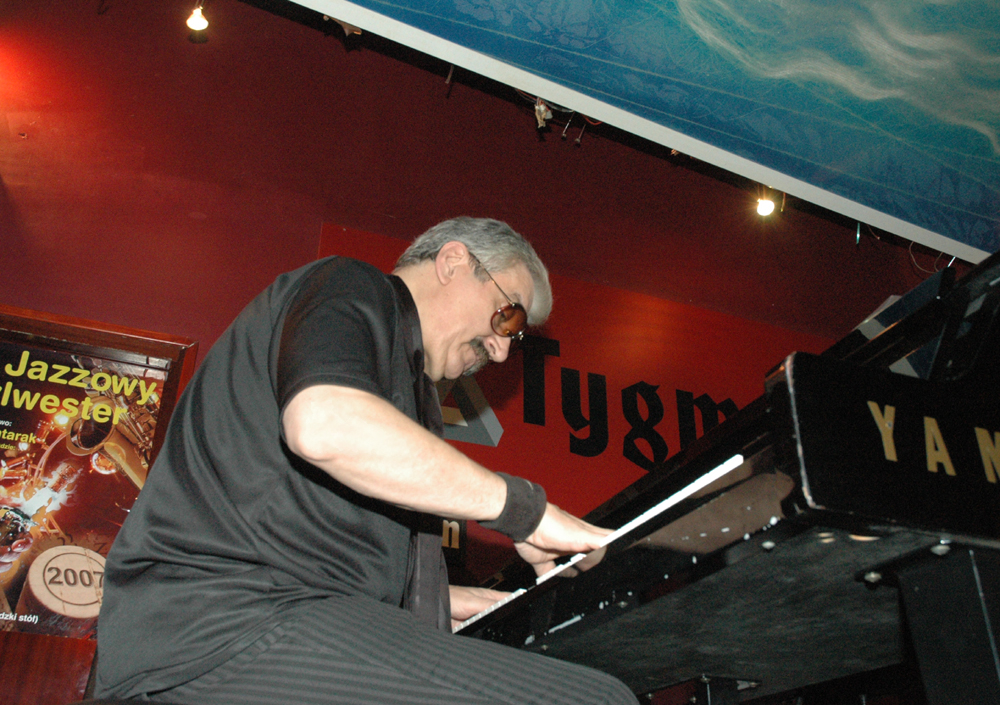
Wojciech Karolak im Club Tygmont (Warschau, 2006)

Wojciech Krzysztof Karolak (* 28. Mai 1939 in Warschau; † 23. Juni 2021) war  ein polnischer Musiker (zunächst Altsaxophon, dann Piano und Orgel) des Modern Jazz.

## Leben und Wirken
Karolak hatte als Kind Klavierunterricht und wurde dann am Chopin-Konservatorium ausgebildet, bevor er an der Musikhochschule in Krakau studierte. Seit 1958 trat er als Saxophonist auf, zunächst bei den Jazz Believers (mit u. a. Krzysztof Komeda), bevor er Mitglied im Matuszkiewicz-Quintett wurde (wo er auch gelegentlich ans Klavier wechselte). Daneben spielte er seit 1958 in den Gruppen von Jan Wróblewski, mit dem er auch mit Andrzej Trzaskowski, Don Ellis, Ray Charles und Annie Ross auftrat und ein Album einspielte („Polish Jazz Quartet“, 1964). Seit 1961 konzentrierte er sich auf die Tasteninstrumente und leitete ab dem Folgejahr ein eigenes Trio, mit dem er auch durchreisende Jazzsolisten begleitete. Zwischen 1966 und 1972 lebte er in Schweden, wo er hauptsächlich Tanzmusik spielte, aber auch mit Putte Wickman und Leroy Lowe arbeitete, bevor er 1972 mit Michal Urbaniak und Red Mitchell auf mehreren europäischen Festivals auftrat. 1973 kehrte er nach Polen zurück, um bei Zbigniew Namysłowski zu arbeiten. Im nächsten Jahr tourte er mit Urbaniak und Urszula Dudziak durch Nordamerika und trat auf dem Newport Jazz Festival auf, um dann das großformatig besetzte Album „Easy“ einzuspielen. Anschließend leitete er gemeinsam mit Wróblewski die Gruppe „Mainstream“, um in den 1980er Jahren mit Tomasz Szukalski und Czesław Bartkowski Time Killers zu bilden und viel beachtete Aufnahmen vorzulegen. In den 1990er Jahren arbeitete er mit Gitarrist Jarosław Śmietana, mit dem er drei Alben vorlegte. Dann wirkte er mit Piotr Baron und Zbigniew Lewandowski im High Bred Jazz Trio, trat aber häufig auch mit Leszek Cichońskis Guitar Workshop auf.
Karolak schrieb auch für den Film und war für das Orchester des polnischen Rundfunks als Solist, Arrangeur und Komponist tätig. In seinen Arrangements verknüpfte er Einflüsse von Gil Evans und Neal Hefti.

## Diskographische Hinweise
- The Karolak Trio (1962)
- Easy (1974)
- Wojciech Karolak, Włodzimierz Gulgowski, Janusz Skowron, Zbigniew Namysłowski, Harris Simon Kalisz. X-Lecie Międzynarodowych Festiwali Pianistów Jazzowych (PolJazz 1983)

## Lexigraphische Einträge
- Leonard Feather, Ira Gitler: The Biographical Encyclopedia of Jazz. Oxford University Press, New York 1999, ISBN 0-19-532000-X.
- Martin Kunzler: Jazz-Lexikon. Band 1: A–L (= rororo-Sachbuch. Bd. 16512). 2. Auflage. Rowohlt, Reinbek bei Hamburg 2004, ISBN 3-499-16512-0.

| Personendaten    | Personendaten                                    |
| ---------------- | ------------------------------------------------ |
| NAME             | Karolak, Wojciech                                |
| ALTERNATIVNAMEN  | Karolak, Wojciech Krzysztof (vollständiger Name) |
| KURZBESCHREIBUNG | polnischer Jazzmusiker                           |
| GEBURTSDATUM     | 28. Mai 1939                                     |
| GEBURTSORT       | Warschau                                         |
| STERBEDATUM      | 23. Juni 2021                                    |